# Mare de Déu del Carme d'Illa

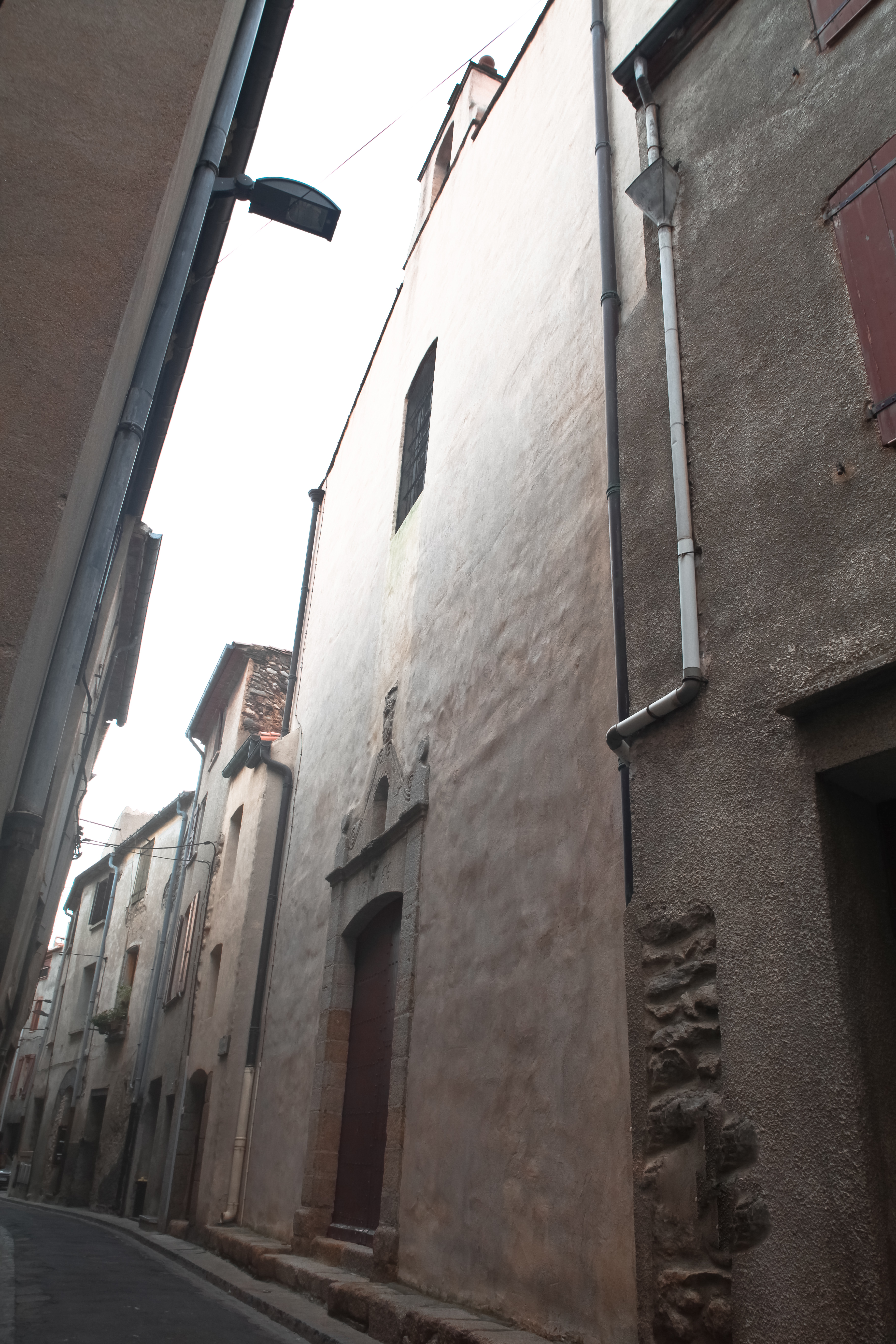
L'església del Carme d'Illa

La Mare de Déu del Carme d'Illa és la capella de l'antic convent del Carme de la vila nord-catalana d'Illa, a la comuna del mateix nom, de la comarca del Rosselló.
Està situada al centre mateix de la vila d'Illa del Riberal, a prop de l'església parroquial de Sant Esteve del Pedreguet, al carrer del Carme.